# Akören (Istanbul)
Pour les articles homonymes, voir Akören et Avren.
Akören pour les Turcs, Avren (Аврен) pour les Bulgares est un village du nord-ouest de la Turquie.

## Géographie
Akören est situé en Thrace orientale, dans la partie européenne de la Turquie. La localité fait partie de la district de Silivri qui est incluse dans la province d'Istanbul.

## Histoire
Les populations d'origine furent assimilées après la conquête de la région par les Turcs ottomans sur les Byzantins. Des Bulgares s'installèrent dans la région d'Akören, à la fin du XVIIIe siècle, en provenance des régions de Nova Zagora, Kalofer, Yambol et d'autres endroits de Thrace du Nord.
Au XIXe siècle, la localité faisait partie du vilayet d'Istanbul. Sa population était mixte : bulgare et turque. Une école bulgare existait dans le village en 1871 mais, le professeur bulgare est contraint de partir, quelques années plus tard, sous la pression de la communauté grecque.
À partir de 1909, les chrétiens orthodoxes de la localité sont sous la conduite de l'Exarchat bulgare. En 1910, le village compte 200 maisons, divisée en deux hameaux : un bulgare (110 maisons), un turc (90 maisons). Dans un rapport à l'exarchat, rédigé la même année, il est noté :
"Ils parlent un très bon bulgare. On note une influence forte de l'environnement turc et grec. Les Grecs les ont influencés notablement dans leurs pratiques ainsi que dans leur tenue vestimentaire. Chez les habitants d'Avrén, on ne peut pas trouver l'essence de l'hospitalité bulgare, il n'y a pas de simplicité d'âme, de la modestie et de l'amabilité". Un document statistique établi par le professeur Lubomir Milétitch, en 1912, note Avrén comme un village bulgare.
Lors du déclenchement de la Première Guerre balkanique, en 1912, deux hommes d'Avrén s'engagent comme volontaires dans l'Organisation révolutionnaire intérieure macédono-andrinopolitaine. Après la Seconde Guerre balkanique, en 1913, la population bulgare d'Avrén émigre dans le Royaume de Bulgarie. Elle s'installe à Aïtos, Bourgas, Varna, Kazanlak, Stara Zagora, Yambol, Karaptcha, Barganlii et Kéléshkioy. Une partie des nouveaux habitants de Avrén sont des Pomaks ayant émigré de Bulgarie.